# Abadía de Scone

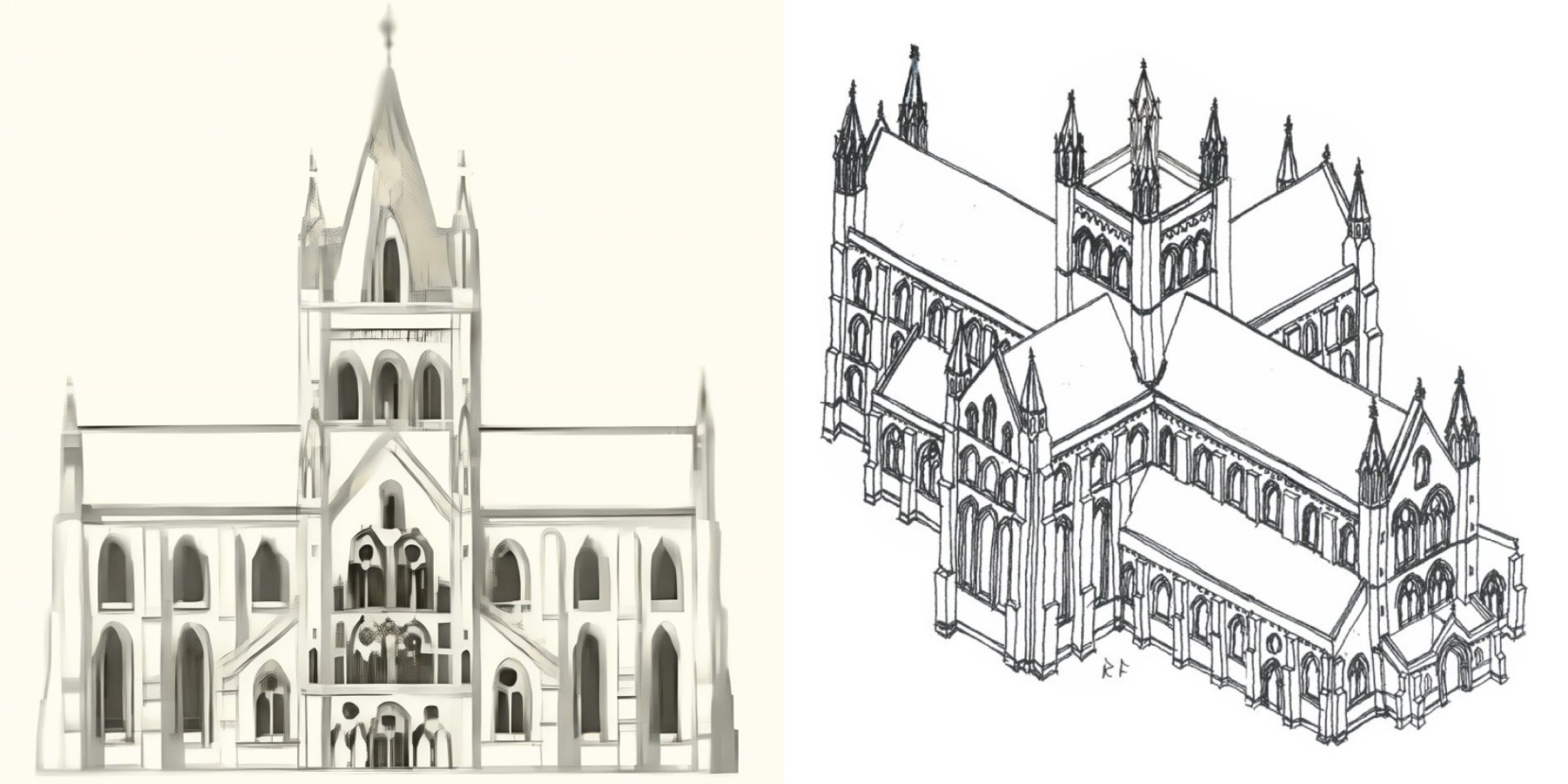
Reconstrucción de la abadía de Scone Abbey

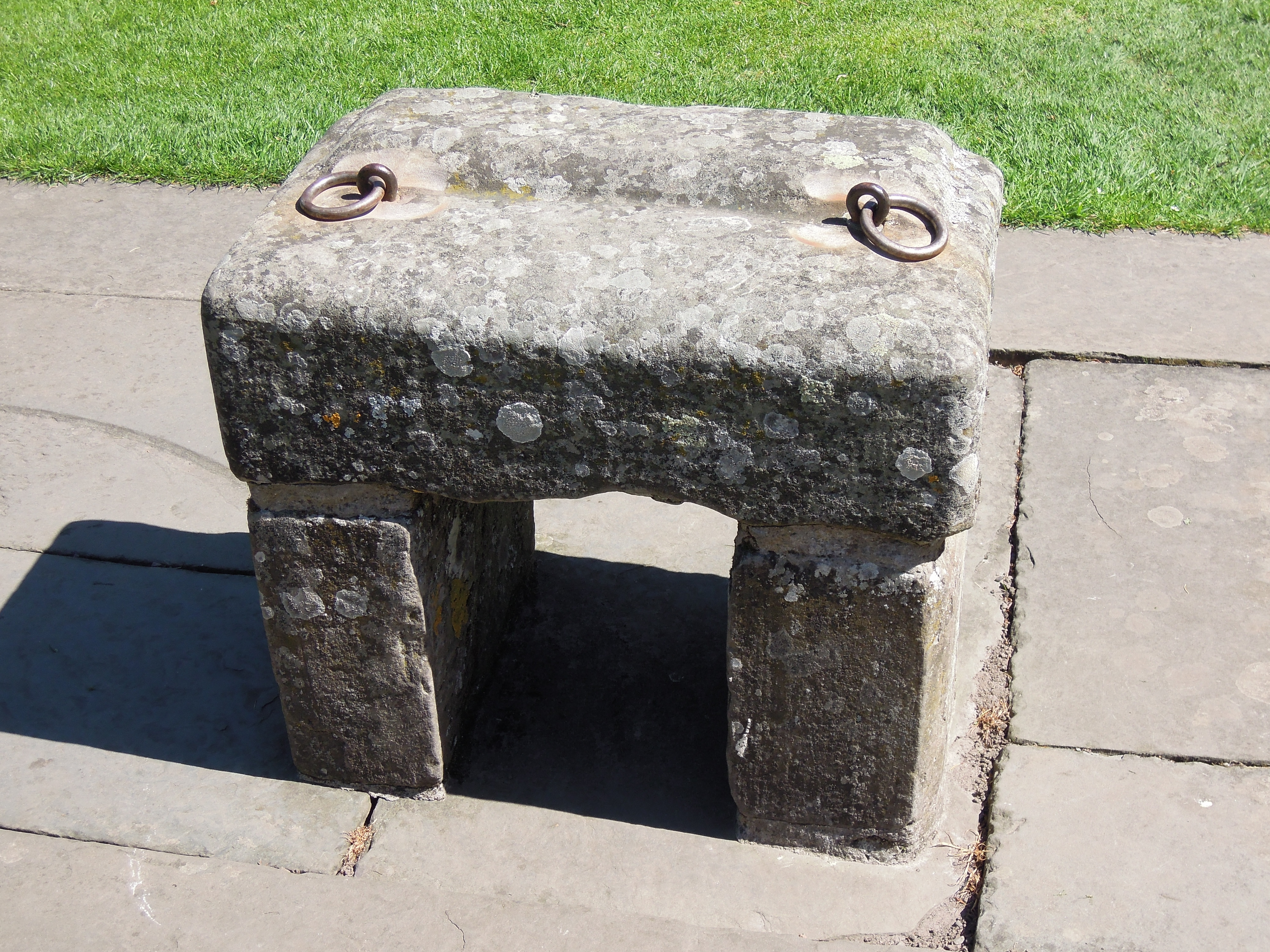
Réplica moderna de la piedra de Scone cerca del sitio de la abadía

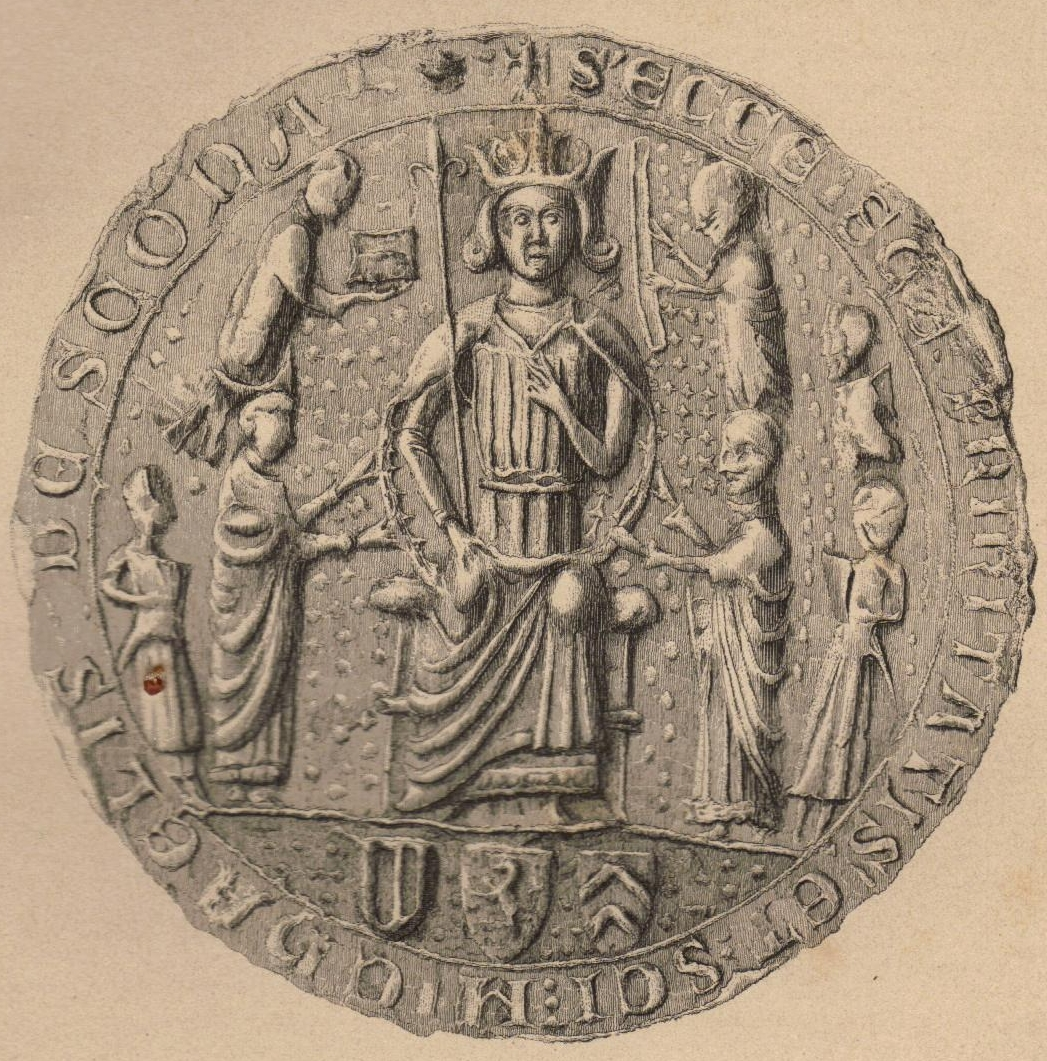
Sello de la abadía de Scone.

La abadía de Scone (en inglés: Scone Abbey) (originalmente priorato de Scone) fue una casa de canónigos agustinos ubicada en Scone,  Perthshire (Gowrie), Escocia. De la abadía, , hoy desaparecida, no queda ningún resto de dicha abadía sobre el nivel del suelo, ya que su lugar ha sido ocupado por el palacio de Scone, del siglo XIX. Las fechas de fundación del priorato de Scone varían entre 1114 d. C. y 1122 d. C. Sin embargo, los historiadores han creído durante mucho tiempo que, antes de esa época, Scone había sido el centro del culto cristiano medieval temprano de los culdees (Céli Dé, que, en irlandés medieval, significa 'Compañeros de Dios'). Se sabe muy poco sobre los culdees, pero se cree que pudieron haber rezado en Scone desde el año 700 d. C. Estudios arqueológicos realizados en 2007 sugieren que Scone fue un lugar de gran importancia incluso antes del año 841 d. C., cuando Kenneth MacAlpin llevó a Scone la piedra de Scone (o piedra del Destino), la reliquia y piedra de coronación más preciada de Escocia durante la Edad Media. 
Durante siglos, la abadía albergó la piedra de Scone, sobre la que se coronaron los primeros reyes de Escocia. Roberto Bruce fue coronado en Scone en 1306 y la última coronación fue la de Carlos II, quien aceptó la corona escocesa en 1651. La piedra de Scone se encuentra actualmente en el Museo de Perth.
Con el despojo de la "piedra de Scone", trasladada a la abadía de Westminster por Eduardo I de Inglaterra en 1296, y con el traslado de la capital escocesa a Edimburgo, la abadía fue perdiendo importancia, hasta que durante la Reforma religiosa escocesa iniciada por John Knox fue transformada en propiedad secular y otorgada al conde de Gowrie, primero, luego al vizconde de Stormont y al conde de Mansfield después.